# Врчак
Раде Врчаковски (мкд. Раде Врчаковски; Струмица, новембар 1980) познатији под уметничким именом Врчак је македонски певач.
Представљао је Македонију  на Песми Евровизије 2008, изводећи песму „Let Me Love You“ заједно са Тамаром Тодевском и Адријаном Гаџом.

## Биографија
На међународном нивоу, познат је по томе што је написао текст за „Нинанајну“, песму са којом је Елена Ристеска представљала Северну Македонију на такмичењу за песму Евровизије 2006. Врчак је студент медицине на Универзитету Ћирило и Методије у Скопљу, али је музичку каријеру изабрао стопама свог оца. Врчков најпознатији албум Во твоето срце, објављен је 2006. године и постигао је велики успех у Северној Македонији, јер је био један од најпродаванијих албума у земљи. Синглови са албума су се интензивно емитовали на македонским ТВ и радио станицама. Албум му је донео успешан музички повратак, што га чини једним од најпопуларнијих уметника у Северној Македонији.
Године 2001. Врчак је наступио на Макфесту, иако је његов први албум, Како да побегнам од се, изашао 1999. године. Наступио је са Андријаном Јаневском и пласирао се на треће место на такмичењу. Године 2004. поново је наступио на Макфесту, али овог пута је имао дует са Робертом Билбиловом који му је донео треће место, иако му то није био последњи наступ на Макфесту. Године 2006. дует са Тамаром Тодевском донео му је прво место на такмичењу. Врчак је заједно са Тамаром Тодевском и Адријаном Гаџом представљао Северну Македонију на Песми Евровизије 2008. године, након што је победио у македонским квалификацијама са песмом „Во име на Љубовта“.

## Дискографија

### Албуми
- Како Да Побегнам Од Се (1999)
- Во Твоето Срце (2006)
- На седмо небо (2009)